# 穆宗 (夏朗德省)
穆宗（法語：Mouzon，法語發音：[muzɔ̃]）是法国夏朗德省的一个市镇，位于该省东部，属于孔福朗区。

## 地理
穆宗（45°48'19"N, 0°36'54"E）面积10.62 平方千米，位于法国新阿基坦大区夏朗德省，该省份为法国西部内陆省份，北起德塞夫勒省和维埃纳省，东临上维埃纳省，东南至多尔多涅省，南至多爾多涅省，西接滨海夏朗德省。
与穆宗接壤的市镇（或旧市镇、城区）包括：谢尔沃-沙特拉尔、莱西尼亚克迪朗、勒兰杜瓦、马西尼亚克。

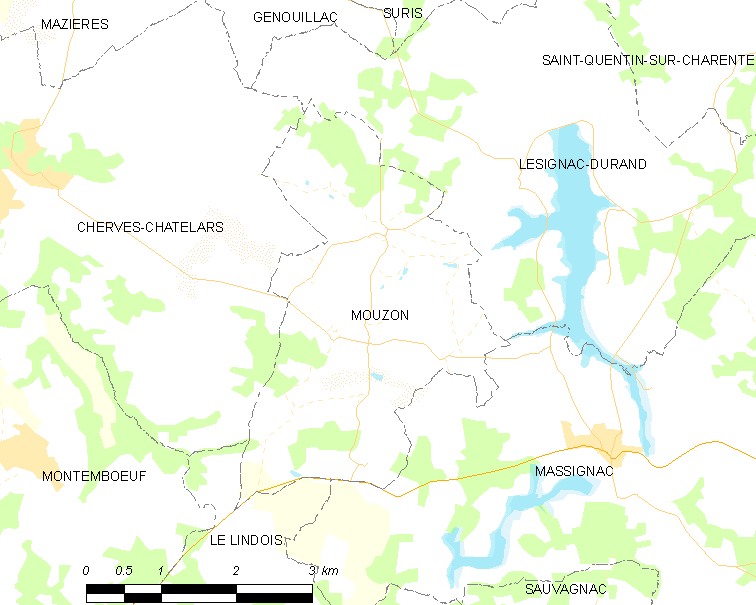
的OSM定位图

穆宗的时区为UTC+01:00、UTC+02:00（夏令时）。

## 行政
穆宗的邮政编码为16310，INSEE市镇编码为16239。

## 政治
穆宗所属的省级选区为夏朗德-博尼约尔县。

## 人口

1962-2008年间人口变化图示

穆宗于2022年1月1日时的人口数量为140人。